# Orthosia stigmata
Orthosia stigmata là một loài bướm đêm trong họ Noctuidae.